# Las ranas (película)
Las ranas es una película de Docuficción dramática argentina de 2020 dirigida y escrita por Edgardo Castro. Narra la historia de una joven que visita a un chico en la cárcel, donde comparten varios momentos para escapar un instante de la cruda realidad que viven. Está protagonizada por Bárbara Stanganelli, Nahuel Cabral y Gabriela Illarregui.
La película se estrenó mundialmente el 26 de abril de 2020 en el Festival Internacional de Cine de Nyon, mientras que tuvo su estreno en Argentina el 4 de septiembre de 2021 en el Museo de Arte Latinoamericano de Buenos Aires y luego se lanzó en otras salas selectas de cines el 9 de septiembre de ese mismo año.

## Sinopsis
El argumento se centra en Bárbara, una vendedora ambulante y madre soltera de 22 años que proviene de un sector social de bajos recursos económicos. Una vez por semana, ella se toma el colectiva para visitar a Nahuel, un chico de 23 años que se encuentra preso en la cárcel de Sierra Chica. Durante las visitas, ambos charlan, comen y mantiene relaciones sexuales, pero no llegan a definir su vínculo como un noviazgo.

## Elenco
- Bárbara Stanganelli como Bárbara «Barbie»
- Nahuel Cabral como Nahuel
- Gabriela Illarregui como Gabriela
- Sabrina Cabral como Sabrina
- María Eugenia Stillo como María
- Edgardo David Caseres como Edgardo
- Carlos de Jesús Cabral como Carlos
- Susana Hernández como Susana
- Gabriel Mendoza como Gabriel
- Rubén Darío Quiroz como Rubén

## Recepción

### Comentarios de la crítica
La película recibió críticas positivas por parte de la prensa. Diego Brodersen de Página 12 mencionó que «Castro moldea los espacios y sus habitantes borrando los límites entre realidades y ficciones, construyendo un universo creíble y una mirada genuinamente humanista». Diego Batlle de Otros cines manifestó que es «muy valiosa la tercera incursión de Castro en la dirección» de una película, la cual describe como «austera y humanista» que trata «sobre el amor menos pensado hecho con suma sensibilidad y un lirismo jamás forzado».
En una reseña para Solo fui al cine, Bruno Calabrese escribió «Las ranas logra conmovernos a través de silencios y miradas; es una obra sensible, hecha por un director que logra trasmitir de manera perfecta los sentimientos más profundos del ser humano». Alejandro Lingenti de La Nación señaló que «el trabajo de fotografía de Soledad Rodríguez es minucioso y muy eficaz para crear el clima que propone la película».

### Premios y nominaciones
| Lista de premios y nominaciones | Lista de premios y nominaciones                 | Lista de premios y nominaciones           | Lista de premios y nominaciones | Lista de premios y nominaciones | Lista de premios y nominaciones |
| Año                             | Organización                                    | Categoría                                 | Nominado/a(s)                   | Resultado                       | Ref(s)                          |
| ------------------------------- | ----------------------------------------------- | ----------------------------------------- | ------------------------------- | ------------------------------- | ------------------------------- |
| 2020                            | Festival Internacional de Cine de Mar del Plata | Competencia argentina                     | Las ranas                       | Participación                   | [ 11 ]                          |
| 2020                            | Festival Internacional de Cine de Mar del Plata | Premio Astor Piazzolla - Mención especial | Edgardo Castro                  | Ganador                         | [ 11 ]                          |
| 2020                            | Festival Internacional de Cine de Mar del Plata | Premio ACCA - Mención especial            | Edgardo Castro                  | Ganador                         | [ 11 ]                          |
| 2020                            | Festival de los 3 Continentes                   | Mención especial del jurado               | Las ranas                       | Ganador                         | [ 12 ]                          |
| 2021                            | Premios Sur                                     | Mejor actor revelación                    | Nahuel Cabral                   | Nominado                        | [ 13 ]                          |
| 2022                            | Premios Cóndor de Plata                         | Revelación masculina                      | Nahuel Cabral                   | Nominado                        | [ 14 ]                          |